# Espejo TLV

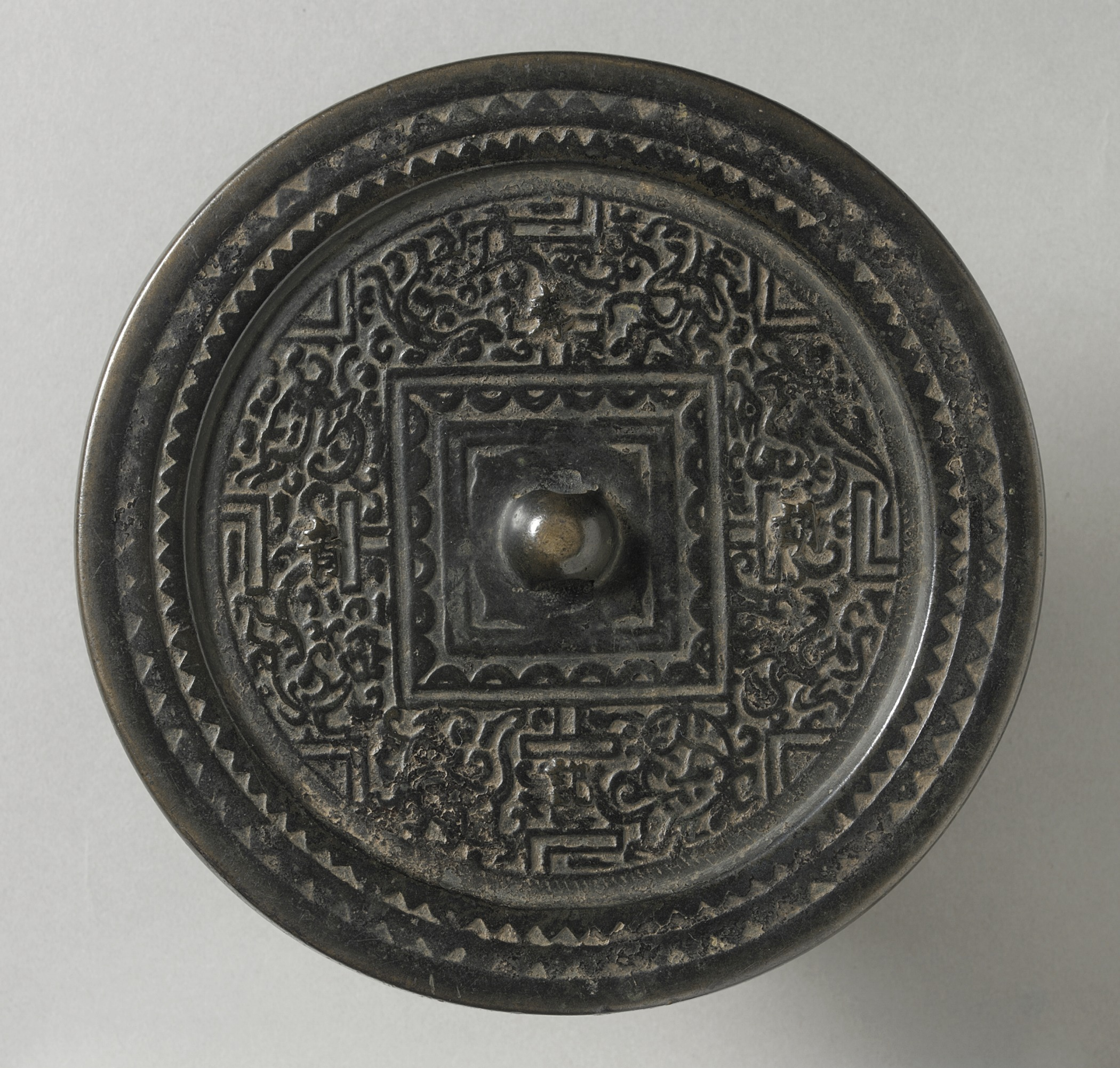
Espejo TLV del período Han Oriental

Un espejo TLV es un tipo de espejo de bronce que fue popular durante la dinastía Han en China. Se denominan espejos TLV porque están grabados en ellos símbolos que se asemejan a las letras T, L y V. Fueron producidos alrededor del siglo II a. C. hasta el siglo II d. C.

## Desarrollo
Los primeros espejos con símbolos TLV aparecieron durante el siglo II a. C., y algunos creían que estaban relacionados con los intereses astrológicos y cosmológicosde Liu An. El dragón era un símbolo importante de estos primeros espejos TLV. En los primeros espejos del siglo II a. C., los dragones se usaban a menudo como arabescos, sin embargo, en el siglo I a. C., los dragones perdieron su forma arabesca y se convirtieron en figuras de pleno derecho.
En la última parte del período Han occidental, los dragones fueron reemplazados por figuras aladas, monstruos e inmortales. Estos nuevos espejos también vieron la división del área principal en dos anillos separados, con los símbolos TLV colocados en la parte interior del área principal y otras decoraciones colocadas en el área exterior. A finales del siglo I a. C., la banda que dividía el área principal en dos anillos concéntricos había perdido en gran medida su función estructural de separar el espejo en dos secciones. En cambio, existía simplemente como una línea, o no existía en absoluto.
Los espejos de la dinastía Xin (8-23 d. C.) suelen tener una banda exterior con motivos de nubes o animales, y un círculo interior con un cuadrado que contiene una perilla. El círculo interno a menudo contiene una serie de ocho 'pezones' y varios animales y seres mitológicos, que a menudo incluyen a la Reina Madre de Occidente. La plaza central podría tener una inscripción o contener los personajes de las Doce Ramas Terrestres. Las inscripciones colocadas entre las secciones del espejo con frecuencia hablan de Wang Mang y su reinado.

## Simbolismo

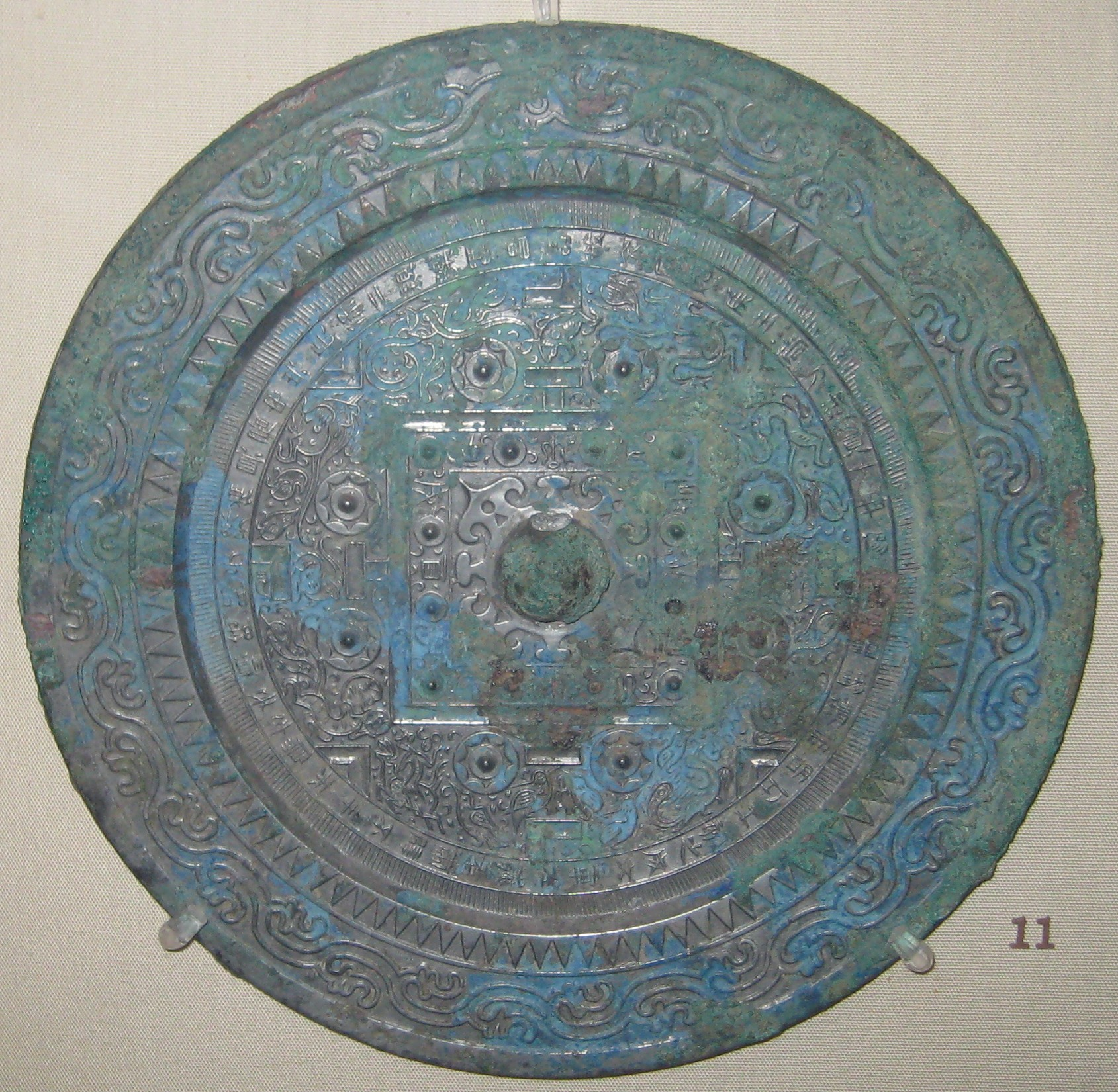
Espejo TLV de la dinastía Han

Existe un debate académico sobre lo que significan los símbolos en los espejos TLV. Algunos estudiosos creen que representan ideas de la cosmología china, mientras que otros creen que también podrían usarse para jugar al juego de mesa de liubo.

### Importancia cosmológica
Los espejos TLV son circulares, y en sus centros hay un inserto circular en un panel cuadrado. Según Schuyler Camman, el diseño de los espejos TLV fue cosmológicamente significativo. Las formas de V sirvieron para dar al cuadrado interior la apariencia de estar colocado en medio de una cruz. Esto forma una ilustración de la idea china de las cinco direcciones: norte, sur, oeste, este y centro. La plaza central representa a China como el "Reino Medio". El área entre el cuadrado central y el círculo representaba los 'Cuatro Mares'. Durante la dinastía Han, los 'Cuatro Mares' representaban territorios fuera de China y no se referían literalmente al agua. El cuadrado central dentro del espejo redondo probablemente alude a la antigua idea china de que el cielo era redondo y la tierra cuadrada. Las T representaron el concepto de las 'Cuatro Puertas del Reino Medio', una idea presente en la literatura china. También podrían haber representado la idea de las cuatro puertas interiores del lugar de sacrificio Han, o las puertas de las tumbas imperiales construidas durante el período Han. Las L posiblemente simbolizan las marismas y pantanos más allá de los 'Cuatro Mares', en los confines de la tierra. La flexión de las L posiblemente pudo haber servido para crear un efecto de rotación que simbolizara las cuatro estaciones, que estaban muy relacionadas con las direcciones cardinales. Los nueve pezones en el cuadrado central probablemente representaron las nueve regiones de la tierra, como las discutió Cammann como provenientes del Shiji. Los ocho pezones fuera de la plaza central eran probablemente una representación de los Ocho Pilares, montañas que sostenían el dosel del cielo. El área entre el borde redondo interior y el borde exterior del espejo a menudo estaba lleno de remolinos que representaban las nubes en el cielo.

### El juego de liubo
Algunos estudiosos creen que el diseño de los espejos TLV se deriva de un antiguo juego de mesa chino llamado liubo, que se jugaba en un tablero cuadrado con las mismas marcas que se ven en este tipo de espejo.